# Sojola
Sojola ist der Markenname für ein auf Sojabasis erzeugtes, pflanzliches Streichfett und Pflanzenöl des belgischen Lebensmittelunternehmens Vandemoortele.

## Geschichte
In den 1970er Jahren wuchs die Nachfrage nach Sojaprodukten. Sojaöl wird aus der Sojabohne gewonnen. Das dabei anfallende Sojaextraktionsschrot fand mit der Ausweitung des Fleischkonsums sprunghaft mehr Absatz. Durch wachsendes Gesundheitsbewusstsein stieg gleichzeitig der Bedarf nach Fetten nicht tierischen Ursprungs. Der belgische Lebensmittelhersteller Vandemoortele griff diese Entwicklung auf und entwickelte die Marke Sojola. Der Sojola Brotaufstrich wurde als Wort-Bild-Marke mit der Registernummer 302010011115 beim DPMA geschützt. Sojola Öl wurde 1991 in den Markt eingeführt. Das Sojola Streichfett folgt 1993.
Der Sojola Brotaufstrich war laut Herstellerangaben bereits von Beginn an Cholesterin-, Laktose- und Glutenfrei und demzufolge laut Hersteller geeignet, bei entsprechenden gesundheitlichen Beschwerden die Ernährung zu unterstützen. Im Jahr 2010 wurde die Rezeptur des Sojola Brotaufstriches noch einmal verändert. Vitamine tierischen Ursprunges wurden aus dem Produkt entfernt. Deshalb ist der Sojola Brotaufstrich nun auch für vegane Ernährung einsetzbar.
Stiftung Warentest hat den Sojola Brotaufstrich im Februar 2008 mit der Note 2,1 bewertet. Er landete damit – gemeinsam mit 2 anderen Produkten – auf Platz 7 von 27 Margarinen.

## Inhaltsstoffe
Der Sojola Brotaufstrich enthält lt. Herstellerangaben 64 % Sojaöl (z. T. gehärtet), außerdem Kokosöl und Wasser. Als Emulgatoren finden Mono- und Diglyceride von Speisefettsäuren, Lecithine (Soja) und Citronensäureester von Mono- und Diglycerinen von Speisefettsäuren Verwendung. Weiterhin sind Salz (0,5 %), Aromen, das Säuerungsmittel Citronensäure, der Farbstoff Beta-Carotin und die Vitamine A und E enthalten. Der Gesamtfettgehalt beträgt 70 %. Der Sojola Brotaufstrich ist gemäß der Verordnung (EG) Nr. 2991/94 des Rates vom 5. Dezember 1994 mit Normen für Streichfette keine Margarine, sondern trägt die Verkehrsbezeichnung „Streichfett“.
Das Sojola Öl ist ein reines Sojaöl. Es ist reich an mehrfach ungesättigten Fettsäuren und Vitamin E. Lt. Herstellerangaben ist es sowohl zum Kochen als auch Backen und Braten geeignet.
Das in der Produktion verwendete Sojaöl wird nach Zusicherung des Herstellers ausschließlich aus sog. IP-Soja raffiniert. Die Abkürzung IP steht für „identity preserved“ und garantiert, dass die eingesetzten Rohstoffe bis zum Anbau-Ort zurückverfolgt werden können und dass außerdem nur gentechnisch unverändertes Saatgut zum Einsatz kommt.
Sojola Öl wird in der 1-l PET-Flasche ausgeliefert. Das Sojola Streichfett ist im 500 g Becher erhältlich.